# Le Merdier
Ne pas confondre avec le roman de Gustav Hasford.
Pour plus de détails, voir Fiche technique et Distribution.
Le Merdier (Go Tell the Spartans) est un film américain réalisé par Ted Post, sorti en 1978.
Il s'agit de l'adaptation du roman Incident at Muc Wa de Daniel Ford. L'histoire se situe au début de la guerre du Viêt Nam, alors que l'armée américaine n'y était pas encore massivement engagée.

## Synopsis
En 1964, le commandant Barker (Burt Lancaster) dirige une équipe de conseillers militaires américains détachés dans une province du Sud-Viêt Nam. Son supérieur, le général Harnitz, lui demande de faire réoccuper un village à l'abandon nommé Muc Wa, où les Français s'étaient déjà battus pendant la précédente guerre d'Indochine.
Le commandant Barker est persuadé que les vietcongs n'ont aucune intention de s'occuper de ce village. De plus, les effectifs dont il dispose sont très réduits. Mais il doit obéir aux ordres. Il forme donc un détachement composé d'un groupe d'une vingtaine de travailleurs civils vietnamiens, auquel on a confié des fusils de chasse, et d'une unité de militaires sud-vietnamiens, dirigés par un sergent autochtone, surnommé « Cowboy ». Celui-ci est très expérimenté et sert aussi d'interprète, mais son penchant pour la torture et les exécutions sommaires révolte les Américains qui se méfient de lui. À la tête du détachement, il place le sous-lieutenant Hamilton, fraîchement promu de l'école d'officier mais totalement inexpérimenté. Il lui adjoint quelques recrues et sous-officiers américains. Parmi eux, seul le sergent-major Leo Oleonowski possède une véritable expérience militaire : ancien de la guerre de Corée, il est depuis trois ans au Viêtnam. Malheureusement pour le groupe, il est au bord de la dépression.
Après avoir pris position dans le périmètre du village, le lieutenant et le sergent-major, qui doit par ailleurs prendre les choses en main, font une découverte inquiétante : aux abords du village se trouve un cimetière où sont enterrés 302 soldats français. Au-dessus de portique une cartouche en français dit, « ETRANGER / DITES AUX SPARTIATIS [sic] / QUE NOUS DEMEURONS ICI / PAR OBEISSANCE A LEUR LOIS ». Texte que Courcey traduit en anglais comme:《 Stranger, when you find us lying here, go tell the Spartans [that] we obeyed their orders! 》.
Les intuitions du commandant Barker se révèlent fausses. Le village est l'objet de deux attaques nocturnes. Au cours de la deuxième, le sous-lieutenant est tué. Le lendemain, le sergent-major se suicide. Barker dépêche alors sur place son adjoint, le capitaine Olivetti, pendant que lui-même tente de négocier des renforts de l'armée sud-vietnamienne.
Mais le général Harnitz, ayant appris qu'une attaque de grande envergure va être lancée contre Muc Wa, décide finalement de faire évacuer le personnel américain par hélicoptère. Barker prend en charge l'opération. Cela n'est pas du goût du caporal Courcey, jeune appelé idéaliste, volontaire pour servir au Viêtnam à la suite de démêlés avec un supérieur, qui refuse d'abandonner les civils et les partisans vietnamiens à leur sort.

## Fiche technique
Sauf indication contraire, les informations mentionnées dans cette section peuvent être confirmées par la base de données cinématographiques IMDb,  présente dans la section « Liens externes ».
- Titre original : Go Tell the Spartans
- Titre français : Le Merdier
- Réalisation : Ted Post
- Scénario : Wendell Mayes, d'après l'œuvre Incident at Muc Wa de Daniel Ford
- Musique : Dick Halligan
- Décors : Jack Senter
- Costumes : Ron Dawson
- Photographie : Harry Stradling Jr.
- Montage : Millie Moore
- Production : Allan F. Bodoh et Mitchell Cannold
- Production déléguée : Michael Leone
- Sociétés de production : Mar Vista Productions et Spartan Productions
- Société de distribution : Embassy Pictures
- Pays de production :  États-Unis
- Langue originale : anglais, vietnamien
- Format : couleur - Mono - 35 mm - 1.85:1
- Genre : Guerre
- Durée : 114 minutes
- Dates de sortie :
  - États-Unis : 14 juin 1978
  - France : 2 août 1978

## Distribution
- Burt Lancaster (VF : Claude Bertrand) : le commandant Asa Barker
- Craig Wasson (VF : Georges Claisse) : le caporal Stephen Courcey
- Marc Singer (VF : Guy Chapellier) : le capitaine Al Olivetti
- Joe Unger (VF : Gilles Guillot) : le sous-lieutenant Raymond Hamilton
- Jonathan Goldsmith (VF : Guy Montagné) : le sergent-major « Leo » Oleonowski
- Dennis Howard (VF : Marc François) : le caporal Abraham Lincoln
- David Clennon (VF : Jacques Ciron) : le lieutenant Finley Wattsberg
- Evan C. Kim : le sergent N'Guyen dit Cowboy
- John Megna (VF : Paul Bisciglia) : le caporal Ackley
- Hilly Hicks (VF : Tola Koukoui) : le transmetteur Toffer
- Dolph Sweet (VF : Claude Joseph) : le général Harnitz
- Clyde Kusatsu (VF : Yves Barsacq) : le colonel Minh
- James Hong : le « grand-père »
- Denice Kumagai : la jeune fille vietnamienne

## Arrière-plan
Le film décrit au moyen d'un épisode mineur les conditions de l'engrenage qui mènera les États-Unis à leur engagement massif au Viêtnam : très forte sous-estimation de l'adversaire, mépris arrogant pour leurs prédécesseurs français et leurs supplétifs locaux très expérimentés, aveuglement devant les différences avec la Corée (où la population n'était pas hostile à l'Amérique, qui l'avait libérée des Japonais en 1945, d'où absence de guérilla sur les arrières d'un front linéaire classique bien tenu sur un terrain d'ailleurs beaucoup plus facile, sans jungle), tous facteurs très bien discernés par les observateurs (notamment le journaliste américano-français Bernard Fall, dont les livres ont de toute évidence inspiré le film) et auxquels les dirigeants politiques et chefs militaires américains ne trouveront d'autre réponse qu'un accroissement massif de leurs moyens matériels ; mais le Viêtnam sera finalement évacué comme le poste confié à Barker.

## Autour du film
- Le titre français est une référence à la manière dont les Français considéraient la guerre d'Indochine à partir de 1950 mais ne rend pas du tout l'esprit beaucoup plus noble du titre original, Va dire aux Spartiates, qui est un extrait de l'inscription du monument élevé par les Grecs à Léonidas et à ses 300 héros de la bataille des Thermopyles : « Passant, va dire à Sparte que nous sommes morts ici pour obéir à ses lois. » Il est également à noter que le titre Le Merdier a été utilisé pour la traduction d'un autre roman consacré à la guerre du Vietnam, The Short-Timers de Gustav Hasford, lequel est adapté au cinéma par Stanley Kubrick sous le titre Full Metal Jacket. Les deux récits n'ont cependant pas d'autre point commun que leur contexte historique[réf. souhaitée].
- Le matériel américain utilisé dans le film est issu des stocks de la Seconde Guerre mondiale : pistolets-mitrailleurs M3A1 et Thompson, fusils Garand, carabines M1, camions GMC… à l'image des moyens dont étaient effectivement dotés les sud-vietnamiens (et les conseillers militaires américains) au début de la guerre du Viêtnam. Historiquement, l'ensemble sera progressivement remplacé par des armes et des véhicules plus modernes au fur et à mesure de l'engagement de plus en plus important des États-Unis dans ce conflit (avec l'adoption, entre autres, du fameux fusil M16)[réf. nécessaire].
- L'hélicoptère de transport visible dans le film est un Sikorsky H-34 , déjà utilisé par l'armée française (mais en très petit nombre) pendant la guerre d'Indochine. Il préfigure de façon modeste les futurs combats de la guerre du Viêtnam, où les États-Unis deviendront les spécialistes des assauts héliportés (voir le film Apocalypse Now)[réf. souhaitée].
- Les précisions géographiques citées dans le film restent fictives. Le détachement de conseillers militaires américains est censé se trouver à Penang au Viêtnam, mais cette ville se trouve en fait en Malaisie. De même Muc Wa n'existe sur aucune carte, le nom de ce village étant plutôt un jeu de mots puisque muck war signifie « guerre embourbée » en anglais, légitimant ainsi le titre du film en français.
- Le groupe de « conseillers militaires américains » correspond au Military Assistance Advisory Group (en) (MAAG).